# Jakob Weis

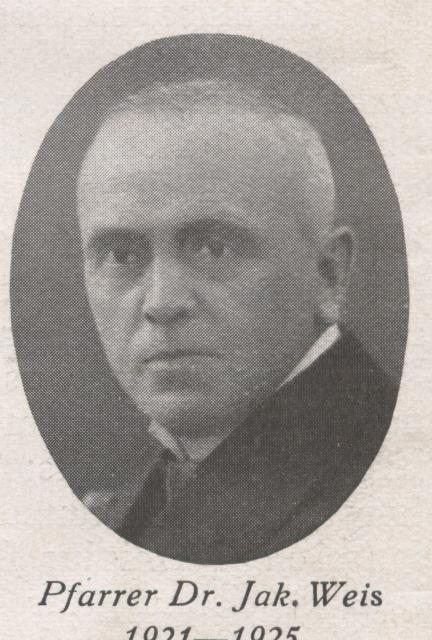
Pfarrer Dr. Jakob Weis, 1930

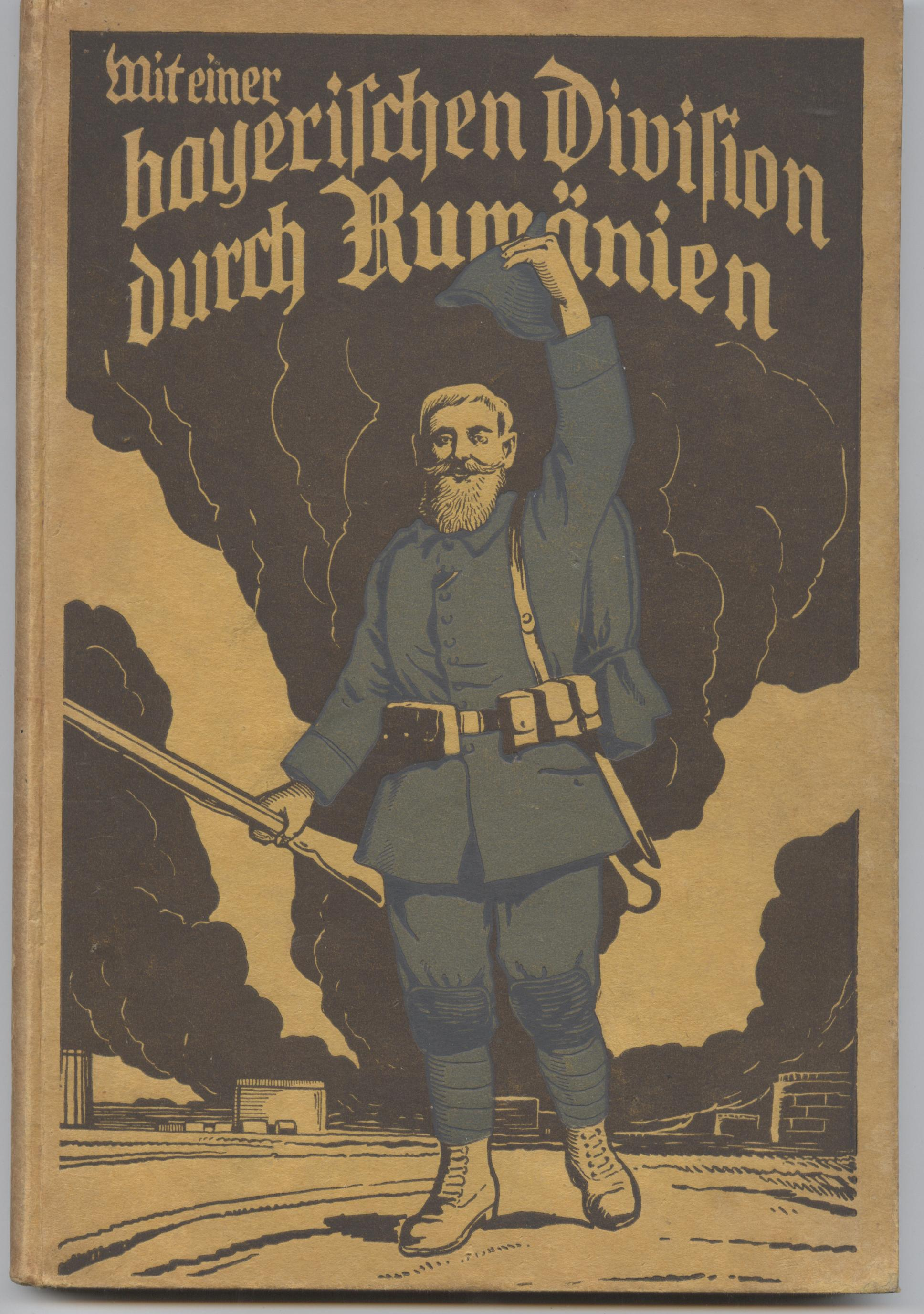
Vorderseite des 1917 von Pfarrer Weis herausgegebenen Erinnerungsbuches

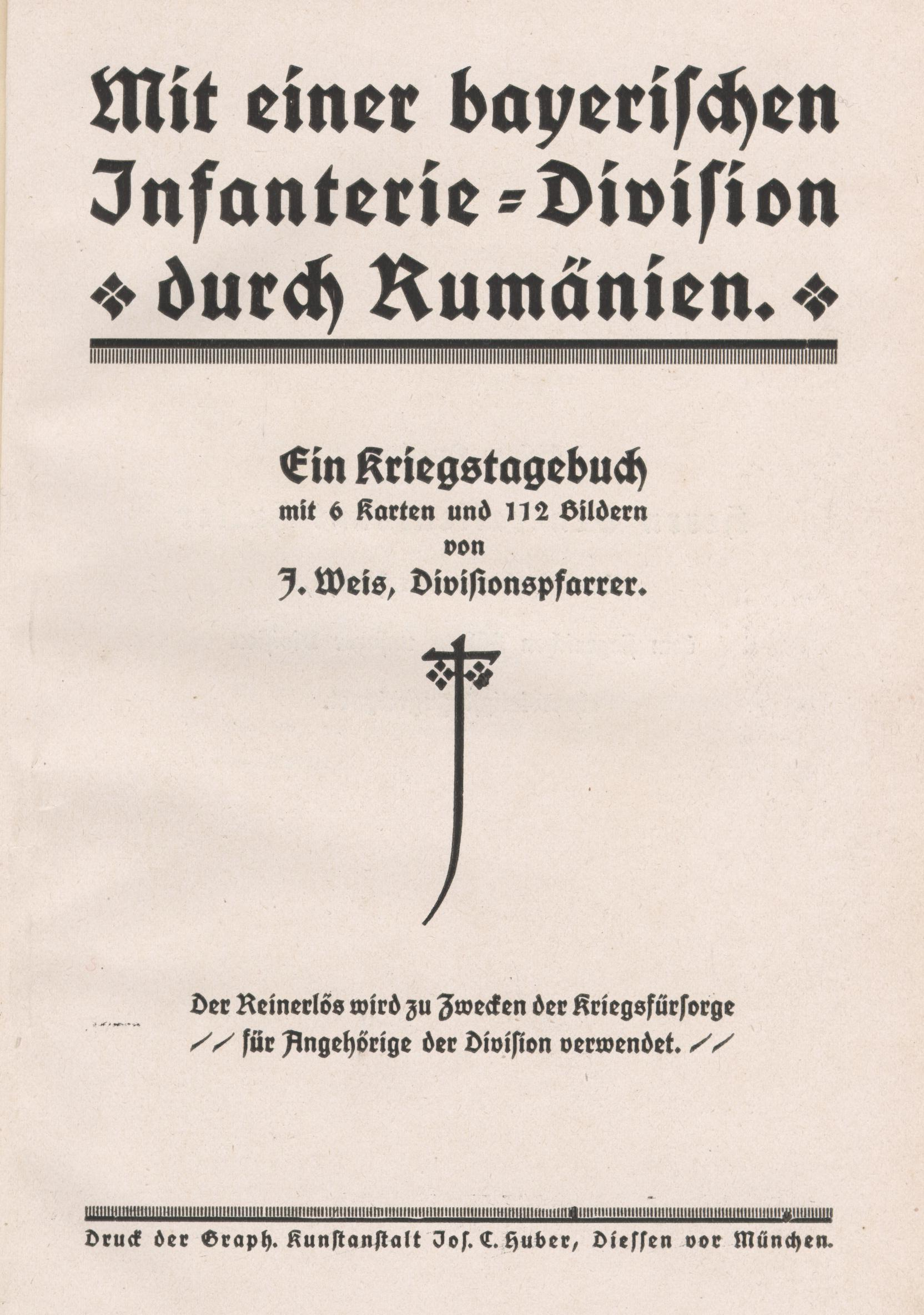
Titelblatt des von Pf. Weis verausgabten Erinnerungsbuches mit dem Vermerk, dass der Erlös daraus für wohltätige Zwecke verwendet wird

Jakob Weis (* 13. Mai 1879 in Ommersheim, Saarpfalz; † 18. März 1948 in Zweibrücken) war Priester der Diözese Speyer, Gefängnisseelsorger und im Ersten Weltkrieg Divisionspfarrer der 12. Bayerischen Infanteriedivision, sowie katholischer Seelsorgereferent im Armee-Oberkommando Mackensen (August von Mackensen). Er ließ sich 1918 bis 1920 freiwillig mit den Soldaten internieren, um ihnen seelsorgerisch beistehen zu können.

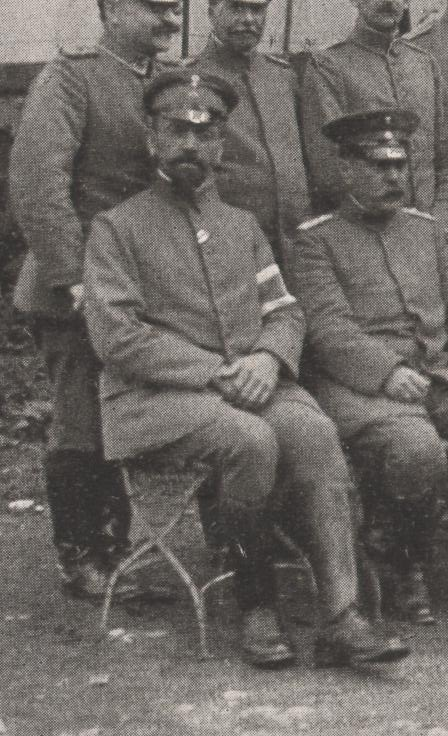
Jakob Weis als Divisionspfarrer in Rumänien, 1917

## Leben
Jakob Weis wurde im saarpfälzischen Ommersheim geboren und erhielt am 4. Oktober 1901 im Dom zu Speyer die Priesterweihe. Es folgten Kaplansjahre in Mittelbexbach (10. Oktober 1901 bis 30. August 1905), in Gersheim (31. August 1905 bis 16. Oktober 1905), sowie in Landau in der Pfalz (17. Oktober 1905 bis 30. Juni 1909). Vom 1. Juli 1909 bis 27. Februar 1921 amtierte Weis als Gefängniskurat im Zuchthaus Zweibrücken, ein äußerst schwieriger und undankbarer Seelsorgeposten. In diese Zeit fiel der Erste Weltkrieg. Ab 4. August 1914 rückte Weis als Divisionspfarrer bei der Bayerischen Armee ein und verblieb dort mit anschließender Kriegsgefangenschaft bis August 1920. Nach der Rückkehr aus dem Krieg setzte er seinen Dienst als Gefängnisgeistlicher fort. Am 1. März 1921 wurde Jakob Weis Stadtpfarrer von Pirmasens, wo er sich sehr stark für die Errichtung einer 2. Pfarrkirche einsetzte. Er ward zur treibenden Kraft des bereits zu diesem Zweck bestehenden, aber bisher nicht sehr aktiven Kirchenbauvereins, der von 1923 bis 1928 die neue Pfarrkirche St. Anton im Winzler Viertel errichtete. Ab 1. April 1925 wirkte der Priester als Studienprofessor an der Oberrealschule, später am Gymnasium Zweibrücken. Auch hier engagierte er sich nebenbei stark für die Erbauung der Filialkirche von Utweiler. Jakob Weis trat 1940 in den Ruhestand und lebte – weiterhin seelsorgerisch tätig, doch die letzten Jahre immer kränklicher – in Zweibrücken, wo er am 18. März 1948 verstarb und auch beigesetzt wurde.
Der Nachruf im Pilger (Kirchenzeitung der Diözese Speyer) Nr. 15/16, vom 11. April 1948 konstatiert: „Ein geistvoller Mann, von charakteristischer Eigenart, dabei von echt priesterlicher Gesinnung, wusste er auf den verschiedenen Arbeitsfeldern Großes zu leisten. Der soziale Zug, der ihn zur Übernahme der Gefängnisseelsorge bewog, zeigte sich ebenso bei der Pastoration der Industriepfarrei Pirmasens. Seinen Schülern in Zweibrücken war er nicht nur Lehrer, sondern auch Berater und Helfer. Als Prediger und Schriftsteller wirkte er über sein Arbeitsfeld weit hinaus.“

## Familie
Jakob Weis ist der Großonkel des früheren Generalvikars und derzeitigen Offizials der Diözese Speyer, Domkapitular, Prälat Norbert Weis. Beide stammen aus der gleichen Familie wie der berühmte Speyerer Bischof Nikolaus von Weis.

## Militärseelsorger im Ersten Weltkrieg

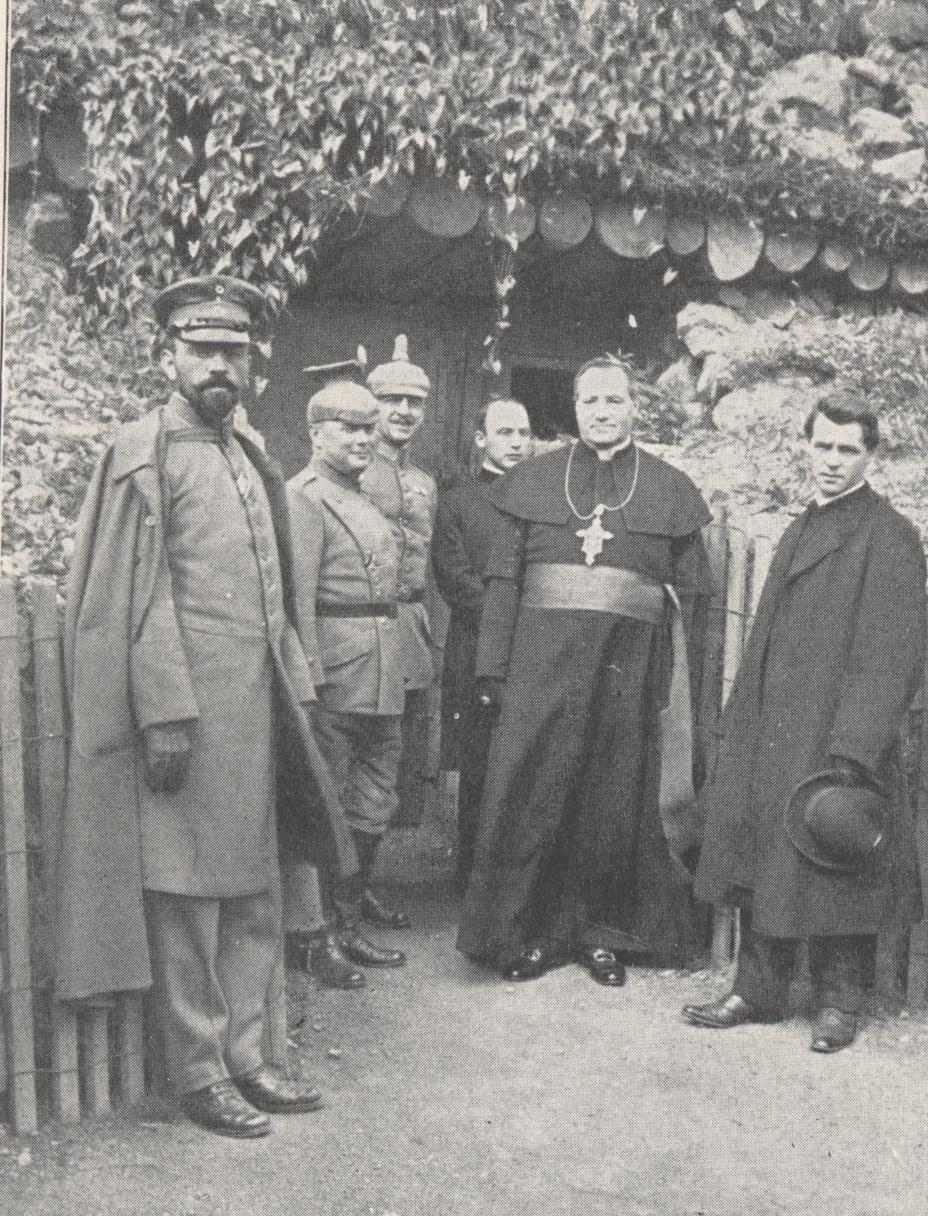
Jakob Weis (ganz links), als Divisionspfarrer an der Westfront, 1916. Bildmitte Kardinal Franziskus von Bettinger, links von ihm dessen Sekretär Konrad von Preysing, rechts von ihm sein Sekretär Michael Buchberger

Als Militärgeistlicher versah Jakob Weis zunächst die Stelle eines Feldlazarettseelsorgers und erhielt schließlich das Amt des Divisionspfarrers der 12. Bayerischen Infanteriedivision. Auch avancierte er zusätzlich zum katholischen Seelsorgereferenten im Armee-Oberkommando General-Feldmarschall Mackensen. Bei Kriegsende begab sich der Priester freiwillig in Gefangenschaft, um die nach der deutschen Niederlage vom Herbst 1918 in Rumänien abgeschnittene „Armee Mackensen“ weiterhin seelsorgerisch betreuen zu können. Er wurde von der Truppe zum Delegierten des Deutschen Roten Kreuzes gewählt und entfaltete eine überaus segensreiche Tätigkeit, um die – physischen und psychischen – Nöte der Gefangenen zu mildern. Da Weis freiwillig bei ihnen ausharrte, besaß er bei Siegern und Besiegten gleichermaßen höchstes Ansehen. Er verließ im Sommer 1920 als letzter Deutscher das Kriegsgefangenenlager in Rumänien. Bedingt durch seine militärische Verwendung hatte Weis eine Vielzahl von Auszeichnungen, von denen besonders das Eiserne Kreuz I. Klasse hervorzuheben ist, da er es als eine Belohnung persönlicher Tapferkeit in der Front-Seelsorge erhielt. Außerdem war er Träger des Eisernen Kreuzes II. Klasse, des Bayerischen Militär-Verdienstordens IV. Klasse mit Schwertern, der preußischen Rot-Kreuz-Medaille 3. Klasse und des Ehrenkreuzes für Kriegsteilnehmer (für Nichtkombattanten). Über den von ihm bei der 12. bay. Division mitgemachten Rumänienfeldzug veröffentlichte Jakob Weis 1917 ein Erinnerungsbuch, unter dem Titel „Mit einer bayerischen Division durch Rumänien“. Es ist dem damaligen Divisionskommandeur Hugo von Huller gewidmet. Außerdem verlegte er an der Front gezeichnete Erinnerungspostkarten. Den Gewinn aus beidem stiftete er für die Kriegsfürsorge der Soldaten.